# Agrypon alpinum
Agrypon alpinum är en stekelart som först beskrevs av Davis 1898.  Agrypon alpinum ingår i släktet Agrypon och familjen brokparasitsteklar. Inga underarter finns listade i Catalogue of Life.